# Амамийский вальдшнеп
Амами́йский ва́льдшнеп (лат. Scolopax mira) — восточно-азиатская птица семейства бекасовых.

## Описание
Амамийский вальдшнеп длиной от 34 до 36 см. Верх тела оливково-коричневый с красновато-бурым узором. Низ коричневого цвета. На затылке две широких коричневых ленты, из которых одна уже второй. Вокруг глаз голая розовая кожа. Клюв длинный.

## Распространение
Амамийский вальдшнеп встречается только на островах Рюкю (Нансэй), особенно на островах Амами-Осима, Какэромадзима, Токуносима, Окинава и Токасикидзима.

## Местообитание
Амамийский вальдшнеп обитает в нетронутых субтропических вечнозелёных лиственных лесах, часто поросших саговниками. Предпочитает тенистые и влажные участки в лесном пологе.

## Угроза
По причине своей малой области распространения — около 2300 км² — этот вид причислен Всемирным союзом охраны природы к категории находящихся в опасном состоянии. Ещё в 1980-х годах амамийский вальдшнеп встречался часто, сегодня его популяция резко уменьшается и насчитывает в настоящее время менее 10 000 особей. Главные причины угрозы — раскорчёвка нетронутого леса и одичавшие собаки, кошки и малый индийский мангуст. На островах Окинава и Токуносима к этому прибавляется ещё и охота. В находящегося под охраной амамийского вальдшнепа стреляют, ошибочно принимая его за часто встречающегося на островах вальдшнепа, на которого охота разрешена.